# ミヒャエル・クーデンホーフ＝カレルギー
ミヒャエル・クーデンホーフ＝カレルギー（ドイツ語: Michael Coudenhove-Kalergi、1937年4月10日 - 2018年12月26日）は、クーデンホーフ＝カレルギー伯爵家の人物で、オーストリアの画家。日本研究者ゲオルフ（またはゲロルフ）・クーデンホーフ＝カレルギー（Gerolf Coudenhove-Kalergi）の息子。「欧州統合の父」リヒャルト・クーデンホーフ＝カレルギーは、ミヒャエルの伯父にあたる。ミヒャエルの父方祖母クーデンホーフ＝カレルギー・光子（旧姓名: 青山みつ）は日本人。ミヒャエルの国籍はオーストリア。ミヒャエルの2番目の妻は日本人。姉のバルバラはオーストリア放送協会の特派員を務めていたジャーナリスト。
ミヒャエル・クーデンホーフ＝カレルギーは社会問題や日常の情景を描き、伯父リヒャルトと語り合った世界観、友愛を伯父の思想を超えて絵筆に託している。

## 経歴
1937年チェコスロバキア共和国のプラハに生まれる。日本研究者の父ゲロルフ博士の薫陶を受け、幼少期より日本に親しむ。幼少期に父から日本のおとぎ話の『花咲か爺』、『浦島太郎』、『桃太郎』などを読んで聞かされた。それらの本は、祖母・光子が日本からオーストリアへ持って来たものである。ミヒャエルが5歳の時に初めて描いた絵は浦島太郎。祖母・光子は絵を描いて余生を過ごしたことが知られ、ミヒャエルが画家になりたての頃のヨーロッパで、ミヒャエルの絵は光子の絵と似ているとよく言われていた。
第二次世界大戦後1945年にオーストリアのウィーンに移り、グラーツ市の美術工芸学校（Meisterschule für Handwerk）で学び、ルドルフ・スチュスコヴィッツ（Rudolf Szyszkowitz）の指導を受ける。
ウィーン美術アカデミー（ウィーン造形美術大学）でヨーゼフ・ドブロフスキー（Josef Dobrowsky）に師事。1964年にアカデミーを首席で卒業。在学中からウィーン幻想派（Vienna School of Fantastic Realism）の巨匠たちと接触し、その後を継承している。

## 日本移住
ミヒャエルは2002年から日本で生活している。2002年まで主にウィーンで活動した後に、日本で日本人の妻と暮らしている。
父の影響もあり日本への関心は幼少期から芽生えていた。作品にジャポニスムも見受けられる。例えば日本庭園の池を泳ぐ『錦鯉』、着物女性とオスクジャクの『Two beauties in the rosegarden』（2013年）など。
1958年ブリュッセル万国博覧会では日本食レストランで初めてそばを食べた。1976年、奨学金にて日本に初めて渡航した。1978年に東京で個展が開催された。「作品には気持ちとして日本的なものは忘れていない」、ミヒャエルは2008年にギャルリー江夏（江夏画廊）にて行われたインタビューでこのように言った。
2004年7月に東京のパレスホテルでEU拡大記念として駐日欧州委員会代表部などの後援で開催された個展は、伯父リヒャルトと親交のあった鹿島建設の鹿島守之助が設立した鹿島平和研究所の協力があり、ミヒャエルの絵画と併せて伯父リヒャルトと鹿島守之助の二人の軌跡も紹介された。
2007年2月、総理大臣安倍晋三の夕食会にチェコ大統領ヴァーツラフ・クラウスとともに同席した。
2010年に軽井沢銀座通りの「テニスコート通り」にミヒャエルの同名絵画作品「テニスコート通り」が掲出された。
2011年3月の東日本大震災の直後には関東地方のアトリエで震災に関する7枚のスケッチを描き、それをもとにした「ガレキから芽吹く希望の若葉と昇龍」の絵を2012年の大震災復興祈念行事に提供し、ミヒャエルのメッセージは「友よ、追悼とともに復興と希望を分かちあおう」。彼はドラゴンの絵を繰り返し描いている（2006年には大きなドラゴンとドラゴンのボールの油彩『レジェンド』。同2006年江ノ島を包み込む『江ノ島の龍』。同2006年オレンジや青白い大きなボールとドラゴンの『銀河のドラゴン』。他、キャンバスを埋め尽くす一匹の『ファンタジック・ドラゴン』）。
10月、駐日ハンガリー大使館は新任大使セルダヘイ・イシュトヴァーンの着任パーティを開催し、クーデンホーフ＝カレルギー夫妻他、経団連会長米倉弘昌、政治・経済関係者、新聞社らが参加した。
2012年2月、駐日欧州連合代表部は駐日ハンガリー大使館からミヒャエルの油彩画「ブダペスト」の長期間貸与を受けることに感謝をし、ミヒャエルは駐日欧州連合代表部による昼食会に招待され、ハンス・ディトマール・シュヴァイスグート駐日EU大使、セルダヘイ・イシュトヴァーン駐日ハンガリー大使と会食した。駐日EU大使はこの油彩画が飾られている駐日欧州連合代表部（ヨーロッパハウス）の大広間を「クーデンホフ＝カレルギーの間」と命名した。10月からは駐日オーストリア大使公邸が「公邸に芸術」を企画し、オーストリア大使公邸でのミヒャエルの作品展示が開始した。
2012年、オーストリア大統領から職業専門称号「教授」を授与され、翌2013年1月24日、「教授」伝達式、およびオーストリアの文化賞の伝達式が行われた。伝達式には伯父リヒャルトの友愛精神を継承している鳩山由紀夫も特別ゲストとして参加した。3月に受賞記念の絵画展が東京渋谷Bunkamura（文化村）で開催され、駐日欧州連合代表部「クーデンホフ＝カレルギーの間」に飾られている「ブダペスト」も持ち込まれ、本人が来場した。同2013年、NHK教育テレビジョン『テレビでドイツ語』出演。クーデンホーフ＝カレルギー家とNHKには縁がある。
2018年12月26日、神奈川県茅ヶ崎市にて死去。81歳没。

## クーデンホーフ＝カレルギー家とウィーン美術アカデミー
ミヒャエル・クーデンホーフ＝カレルギーが卒業したウィーン美術アカデミーはハプスブルク君主国の宮廷画家ペーター・シュトゥーデルが開設した個人学校から始まった。クーデンホーフ家とカレルギー家が連携する前、クーデンホーフ家はハプスブルク君主国の中貴族（伯爵）であった。
ウィーン美術アカデミーはまた汎ヨーロッパ連合を主宰する伯父リヒャルト・クーデンホーフ＝カレルギーと政治的に対立していたナチス総統アドルフ・ヒトラーが2度の受験に失敗して入学できなかったアカデミーである。

## 伯父リヒャルト・クーデンホーフ＝カレルギー
「うねりⅡ」（ドイツ語の題名: Der weg zur geistigen wiederveining）という1994年の作品にヒトラーとスターリンの特徴を捉えた顔が描かれている。スターリンもまた伯父の政敵である。
伯父リヒャルトが礎となって誕生したEU関連では2005年に「ファンタジック・EU」を描いた。
2009年に伯父リヒャルトの青年期の肖像画（45.5×33.3cm、油彩、キャンバス）を描き、伯父の政治活動「汎ヨーロッパ連合」のシンボル（「金色の太陽」、「赤十字」、「青空」）が背景一杯に浮かべられている。他に、リヒャルトの壮年期の肖像画も描き、背景には欧州旗の星付きの「汎ヨーロッパ連合の旗」が一棹、その油彩画は江夏画廊（旧称: ギャルリー江夏）が所蔵している。
晩年の伯父が交流に熱心であった創価学会では、ミヒャエルは創価学会系の東京富士美術館と交流がある。
リヒャルトの母でミヒャエルの祖母・光子の肖像画も描いている（京都府福知山東ライオンズクラブ主催の現代国際巨匠絵画展などに出展済み）。光子のポートレートも描いている。

## 受賞
- ウィーン造形美術大学大作賞（1960年）
- ウィーン造形美術大学フューガー賞、金メダル（1961年）
- ウィーン芸術家協会アントン・ロマコ賞（1963年）
- 第9回インスブルック市グラフィックアートコンクール・ケルンテン州賞（1964年）
- ウィーン造形美術大学卒業制作最優秀賞（1964年）
- グラーツ市地図制作コンクール最優秀賞（1968年）
- オーストリア共和国科学芸術名誉十字勲章（1980年）
- 芸術家組合ザンクト・ルーカス・アントワープ賞（1998年）
- オーストリア・アルバート・シュヴァイツァー協会科学芸術名誉勲章（1998年）
- オーストリア職業専門称号「教授」（2012年）
- オーストリアの文化賞

## 著書
- Michael Coudenhove-Kalergi 『Österreichs Städte』 Lueger出版、1986年、ISBN 9783900727000。
- ヒロメディア・インターナショナル訳 Michael Coudenhove-Kalergi 『ドナウの流れる街ウィーン』 講談社出版サービスセンター、1994年4月、ISBN 9784876013159。
- Michael Coudenhove-Kalergi 『Michael Coudenhove-Kalergi』 Edition Strahalm、2001年、ISBN 9783900526900。

イラスト等
- Kleine Apokalypse : lyrisches Pamphlet gegen Scharlatane und Anarchisten / Rudolf Henz ; mit Zeichnungen von Michael Coudenhove-Kalergi (図面).-- Styria; c1977.,III L:Hen:596[42]
- Josef Neubauer（著）、Michael Coudenhove-Kalergi（イラスト）、Rudolph Angermüller（あとがき）『Weiss und Rosenfarb: Die Dichter der Mozartlieder - 16 Miniaturen』Hollinek出版、1990年1月、ISBN 9783851192391。
- Esther Knorr-Anders（著）、Michael Coudenhove-Kalergi（イラスト）『Blauer Vogel Bar』 Zsolnay出版、1994年1月、ISBN 9783552022256。
- 後藤均（著）、Michael Coudenhove-Kalergi（カバーイラスト）『グーテンベルクの黄昏』 東京創元社、2005年10月、ISBN 9784488012069。